# Ciudad Vieja
Ciudad Vieja är en kommunhuvudort i Guatemala.   Den ligger i departementet Departamento de Sacatepéquez, i den sydvästra delen av landet, 29 km väster om huvudstaden Guatemala City. Ciudad Vieja ligger 1 513 meter över havet och antalet invånare är 30 203.
Terrängen runt Ciudad Vieja är kuperad åt nordost, men åt sydväst är den bergig. Ciudad Vieja ligger nere i en dal. Runt Ciudad Vieja är det tätbefolkat, med 476 invånare per kvadratkilometer. Närmaste större samhälle är Villa Nueva, 18,5 km öster om Ciudad Vieja. I omgivningarna runt Ciudad Vieja växer i huvudsak städsegrön lövskog.